# Västerås SK (szachy)
Västerås SK, pełna nazwa Västerås Schackklubb – szwedzki klub szachowy z siedzibą w Västerås.

## Historia
Klub powstał w 2001 roku z połączenia Västerås Östra SK i Västerås Schackallians. Rozgrywki rozpoczął od Division I (drugi poziom). W 2006 roku Västerås SK awansował do Elitserien. W inauguracyjnym sezonie w najwyższej szwedzkiej klasie rozgrywkowej klub zajął siódme miejsce. W sezonie 2007/2008 zespół był czwarty, identyczny wynik osiągnięto w 2012 i 2014 roku. W 2016 roku Västerås SK spadł z Elitserien, powrócił do niej dwa lata później. W sezonie 2021/2022 klub zajął trzecie miejsce w mistrzostwach Szwecji, za Stockholms SS i SK Rockaden Stockholm. W 2024 roku zespół spadł z ligi. Do Elitserien klub z Västerås powrócił w 2025 roku.

## Arcymistrzowie w historii klubu
- Ralf Åkesson[13]
- Normunds Miezis[14]